# Siergiej Czepczugow
Siergiej Andriejewicz Czepczugow (ros. Сергей Андреевич Чепчугов, urodzony 15 lipca 1985 w Krasnojarsku) – rosyjski piłkarz występujący na pozycji bramkarza w klubie CSKA Moskwa.

## Kariera klubowa
W 2002 roku Czepczugow zaczął treningi w Jenisieju (wówczas występującym jako Mietałłurg) w swoim rodzinnym mieście Krasnojarsk. W 2006 roku wstąpił do seniorskiej drużyny drugoligowego wówczas Mietałłurga, który po sezonie 2006 spadł do trzeciej ligi. Potem był wypożyczony do Sibiriaka Brack. W roku 2008 Siergiej Czepczugow został piłkarzem łotewskiego FK Rīga, z którego w 2009 przeszedł do Sibiru Nowosybirsk, który w tymże roku awansował do Priemjer ligi. W 2010 roku Czepczugow podpisał kontrakt z CSKA Moskwa, gdzie gra do dziś.

## Kariera reprezentacyjna
Siergiej Czepczugow nigdy nie grał w reprezentacji Rosji.